# Camponotus ligeus
Camponotus ligeus é uma espécie de inseto do gênero Camponotus, pertencente à família Formicidae.